# Cotana pallidipascia
Cotana pallidipascia är en fjärilsart som beskrevs av Rothschild 1917. Cotana pallidipascia ingår i släktet Cotana och familjen Eupterotidae. Inga underarter finns listade i Catalogue of Life.